# Биггерс, Эрл Дерр
Эрл Дерр Биггерс (англ. Earl Derr Biggers; 26 августа 1884, Уоррен, Огайо, США — 5 апреля 1933, Пасадена, Калифорния, США) — американский писатель и драматург, он запомнился прежде всего своими детективными романами о китайском детективе из Гонолулу Чарли Чене и роману «Семь ключей к Болдпейт» (1913), по мотивам которого Джорджем М. Коэном была написана более популярная, нежели первоисточник, пьеса.

## Биография
Сын Роберта Дж. и Эммы Э. Биггерс, Эрл Дерр Биггерс родился в Уоррене, штат Огайо, 26 августа 1884 года. Окончил Гарвардский университет по специальности литература, мало уделяя внимание классике, зато сильно увлекшись творчеством Редьярда Киплинга и Ричарда Хардинга Дэвиса, в 1907 году. В 1908 году поступает на работу в бостонскую газету «Boston Traveler», где в его обязанности входит написание ежедневной колонки юмора, а позже и колонки театральных обзоров. В это время он встретил Элеонор Лагг (англ. Elanor Ladd) (1887—1976), которая позже станет его женой. Он так же работал журналистом в The Plain Dealer, прежде чем занялся художественной литературой. Многие из его пьес и романов были адаптированы на театральные сцены и киноэкраны. Он был посмертно зачислен в Зал славы Warren City Schools.
Биггерс писал театральные рецензии, и писал их прямолинейно и обидно. Поэтому, когда в 1912 году в журнале «Boston Traveler» сменился владелец, Биггерсу пришлось уволиться, после чего у него ухудшилось финансовое положение. В 1912 году он переехал в Нью-Йорк с уже законченной рукописью первого романа «Seven Keys to Baldpate». В Нью-Йорке Биггерс некоторое время работал журналистом, затем переключился на драматургическую деятельность, в которой весьма преуспел. Его пьесы ставились как на Бродвее, так и в других странах. По роману «Seven Keys to Baldpate» была написана пьеса, по которой было снято 7 фильмов под тем же названием и 2 — по мотивам сюжета.
В 1919 году писатель переехал в Пасадену, Калифорния, где собирался поправить здоровье, а также финансовое состояние за счет экранизации своих произведений. Посетив Гонолулу (Гавайи), он познакомился с деятельностью местного полицейского китайского происхождения — Чан Апана, который стал прообразом его самого известного героя — Чарли Чана. Первый роман о Чане — «Дом без ключа» — вышел в 1925 году.
Биггерс жил в Сан-Марино, Калифорния, и умер в больнице Пасадена, Калифорния, после перенесенного сердечного приступа в Палм-Спрингс, Калифорния . Ему было 48 лет. Его останки кремировали на кладбище Маунтин-Вью, Альтаден, и прах был развеян в горах Сан-Габриэль.

## Творчество
Его роман «Семь ключей к Болдпейт» (1913) был популярен, и Джордж М. Коэн быстро адаптировал роман как бродвейскую пьесы с тем же названием. Коэн снялся в киносерии 1917 года, одной из семи экранизаций пьесы, и в другой экранизации пьесы 1935 года. Роман также был адаптирован в двух фильмах с разными названиями, «Дом длинных теней» и «Проклятый медовый месяц», но они имели по существу сильно измененные сюжеты.
Больший успех у Биггерса имела серия детективных романов с участием Чарли Чена. Популярность Чарли Чена распространилась даже на Китай, где зрители в Шанхае оценили голливудские фильмы. Китайские компании сняли фильмы с этим вымышленным персонажем. Эрл Дерр Биггерс публично признал, что прототипом Чана стал реальный детектив Чан Апана.

### Серия о Чане
- Дом без ключа[англ.] (англ. The House Without a Key) (1925)
- Китайский попугай[англ.] (англ. The Chinese Parrot) (1926)
- По ту сторону занавеса[англ.] (англ. Behind That Curtain) (1928)
- Чёрный верблюд[англ.] (англ. The Black Camel) (1929)
- Чарли Чан идет по следу[англ.] (англ. Charlie Chan Carries On) (1930)
- Хранитель ключей[англ.] (англ. Keeper of the Keys) (1932)

### Другие работы
- Seven Keys to Baldpate (1913)
- Love Insurance (1914); экранизация: «Одна ночь в тропиках» (1940)
- Inside the Lines (1915) (совместно с Robert Welles Ritchie)
- The Agony Column (1916) (так же публиковалось как «Second Floor Mystery»)
- Fifty Candles (1921)
- Earl Derr Biggers Tells Ten Stories (сборник рассказов) (1933)